# 蒂洛·克雷尔
揚·泰路·基拿（德語：Jan Thilo Kehrer，發音：[ˈtiːlo ˈkeːʁɐ]；1996年9月21日—），是一位德國足球運動員，現時被英超球會西汉姆联外借至法甲球隊摩納哥。德國國家足球隊成員，司職後衛。

## 球會生涯
基拿為沙爾克04的青訓產品。2015年2月6日，他於聯賽對陣禾夫斯堡時，首次替球隊上陣，球隊亦以3比0勝出比賽。2017年4月1日，他在對陣多蒙特時，攻入職業生涯首球，協助球隊在主場迫和對手1比1。

## 巴黎圣日耳曼
2022年1月9日，克雷爾在對陣里昂的比賽踢進他2021-22賽季的第一顆法甲進球，並為球隊打平比分獲得一分積分。

## 國家隊生涯
基拿的父親為德國人，母親則為布隆迪人，他曾為德國各階青年國家隊上陣。

## 生涯統計

### 球會
截至2017年4月16日
| 球會     | 賽季        | 聯賽             | 聯賽 | 聯賽 | 盃賽 | 盃賽 | 歐洲賽事 | 歐洲賽事 | 總計 | 總計 |
| 球會     | 賽季        | 聯賽             | 出場 | 入球 | 出場 | 入球 | 出場     | 入球     | 出場 | 入球 |
| -------- | ----------- | ---------------- | ---- | ---- | ---- | ---- | -------- | -------- | ---- | ---- |
| 史浩克04 | 2015–16賽季 | 德國甲組足球聯賽 | 1    | 0    | 0    | 0    | 0        | 0        | 1    | 0    |
| 史浩克04 | 2016–17賽季 | 德國甲組足球聯賽 | 14   | 0    | 1    | 0    | 8        | 0        | 23   | 0    |
| 生涯總計 | 生涯總計    | 生涯總計         | 15   | 0    | 1    | 0    | 8        | 0        | 24   | 0    |

## 榮譽

### 球會
沙爾克04
- 德國19歲以下足球甲級聯賽冠軍：2015年

 巴黎聖日耳曼
- 法國足球甲級聯賽冠軍：2018－19、2019－20賽季
- 法國盃 冠軍：2019－20、2020－21[7]賽季
- 法國聯賽盃 冠軍：2019－20賽季
- 法國超級盃 冠軍：2019、2020年
- 歐洲冠軍聯賽亞軍：2019–20賽季

韋斯咸
- 歐協聯冠軍 : 2022-23[8]

### 國家隊
德国U21
- 歐洲U-21足球錦標賽冠軍：2017年

## 外部連結
- fussballdaten.de：希羅·柯和之統計數據 （德文）
- Soccerway資料庫：蒂洛·克雷尔